# Enskär, Söderhamn

Enskär är en ö i Söderhamns kommun ostsydost om Sandarne och ostnordost om Ljusne några kilometer ut från kusten. Ön har en yta på 86 hektar.
Ett säsongsfiskeläge har sedan gammalt funnits på Enskär. Vissa vintrar användes även fiskeläget som bostad för skogshuggare på ön. Under 1900-talet har ett trettiotal fritidshus uppförts på ön; ett av dessa är sedan 1996 helårsbostad. På västra sidan av ön har Söderhamns kommun uppfört övernattningsstugor för uthyrning. Från Enskär går det att vada över till grannöarna Korsmäss och Enskärsoren.